# Juan Pietravallo
Juan Martin Pietravallo (Nacido el 7 de diciembre de 1981 en Buenos Aires, Argentina) es un exfutbolista argentino. Jugaba de mediocampista.

## Familia
Su hermano Bruno Pietravallo, también fue futbolista; jugó en San Martín de San Juan, Club El Porvenir, Brown de Adrogué, entre otros clubes del ascenso.
Su padre es el cirujano Dr. Antonio Pietravallo.

## Fútbol Profesional
Debutó en el fútbol profesional con Vélez Sársfield en 2000. Tras tres temporadas con Vélez, Pietravallo es cedido al Olimpo de Bahía Blanca, tras su paso por Olimpo emigra a  España  y al CD Leganés. Tras su breve paso por el Viejo Continente Pietravallo regresa a Argentina. En Argentina con Atlético de Rafaela tiene una destacada campaña en el 2005 en Primera "B" Nacional. Tras su paso por Rafaela regresa a Primera con Quilmes Atlético Club  donde cumple su mejor temporada en Primera, siendo titular indiscutible durante la temporada. Tras pasar por Nueva Chicago y Club Atlético Belgrano, Pietravallo regresa a Europa y al Veria de Grecia. Tras unos meses en el club Griego, Pietravallo ficha por Red Bull New York de los Estados Unidos. Desde agosto de 2009, al resignar contrato con Red Bull New York, se convirtió en el nuevo refuerzo del Olhanense, equipo de la Liga Portuguesa, convirtiéndose así en su tercera experiencia Europea, luego de jugar en el Leganés (2.ª División - España) y en el Veria (Grecia).
A finales de agosto de 2011 se incorporó al equipo de la Primera División de Venezuela el Aragua Fútbol Club en el Torneo Apertura 2011.
En las próximas horas se convertirá en el nuevo refuerzo de Brown de Adrogué, en su primer paso por la segunda categoría del fútbol argentino.

## Clubes
| Club                        | País           | Año        | PJ | Goles |
| --------------------------- | -------------- | ---------- | -- | ----- |
| Vélez Sársfield             | Argentina      | 2000-2002  | 31 | 0     |
| Olimpo                      | Argentina      | 2002- 2003 | 16 | 0     |
| Leganés                     | España         | 2003       | 15 | 0     |
| Gimnasia y Esgrima La Plata | Argentina      | 2004       | 8  | 0     |
| Atlético de Rafaela         | Argentina      | 2004- 2005 | 38 | 1     |
| Quilmes                     | Argentina      | 2005- 2006 | 34 | 0     |
| Nueva Chicago               | Argentina      | 2006- 2007 | 12 | 0     |
| Belgrano                    | Argentina      | 2007       | 16 | 0     |
| Veria                       | Grecia         | 2008       | 3  | 0     |
| New York Red Bulls          | Estados Unidos | 2008- 2009 | 16 | 0     |
| Olhanense                   | Portugal       | 2009- 2010 | 4  | 0     |
| Atlético de Rafaela         | Argentina      | 2010       | 4  | 0     |
| Aragua                      | Venezuela      | 2011       | 8  | 0     |
| FBC Melgar                  | Perú           | 2012       | 23 | 0     |
| Brown Adrogué               | Argentina      | 2013-2014  | 10 | 0     |